# Zespół Szkół Plastycznych im. Antoniego Kenara w Zakopanem
Państwowe Liceum Sztuk Plastycznych im. Antoniego Kenara w Zakopanem – liceum plastyczne w Zakopanem założone w 1876 jako szkoła rzemiosła artystycznego; od 1959 nosi imię Antoniego Kenara.

## Historia

### Początki
W roku 1876 Towarzystwo Tatrzańskie otworzyło w Zakopanem szkołę snycerską. Jej pierwszym nauczycielem został Maciej Marduła. 16 listopada 1878 c.k. Ministerstwo Handlu wydało reskrypt o zezwoleniu na założenie państwowej szkoły snycerskiej, a w 1891 nadano jej nazwę C.K. Szkoła Zawodowa Przemysłu Drzewnego. Pierwszym dyrektorem został Czech Franciszek Neużil. Do Zakopanego został przeniesiony służbowo ze szkoły zawodowej w Grulich. Jego zasługą było osiągnięcie przez szkołę w krótkim czasie wysokiego poziomu nauczania. W 1896 dyrektorem został Węgier Edgar Kováts. Zarówno Neużil, jak i Kováts, propagowali w budownictwie i zdobnictwie motywy tyrolskie. Było to powodem krytyki i licznych polemik ze strony Stanisława Witkiewicza i innych, którzy zarzucali dyrektorom germanizowanie szkoły i zaniedbanie rozwoju artystycznego wychowanków. Rodzima sztuka górali podhalańskich została doceniona dopiero przez kolejnego dyrektora, którym w 1901 roku został Stanisław Barabasz.
W założeniu szkoła miała przywrócić przemysł domowy. Jako element realizowanego przez przybyszy z zewnątrz pozytywistycznego programu „pracy u podstaw” w regionie tatrzańskim, umożliwiła szybkie zastąpienie gospodarki chłopskiej dochodowym przemysłem turystycznym. Rękodzielnicza produkcja jej uczniów i absolwentów była adresowana do napływających coraz liczniej kuracjuszy, znajdowała także zbyt poza Zakopanem.

### Dwudziestolecie międzywojenne
W 1918 szkoła przyjęła nazwę Państwowa Szkoła Przemysłu Drzewnego. W roku 1922 dyrekcję objął Karol Stryjeński. Pomimo ogromnych trudności materialnych, nowy dyrektor rozbudował budynek szkolny i internat, a jednocześnie przeprowadził gruntowną reformę szkoły. Przeprowadzone zmiany szybko zaowocowały sukcesami. Na Wystawie Sztuk Dekoracyjnych w Paryżu w 1925 roku, szkoła otrzymała trzy nagrody za: drzeworyty, metodę nauczania i dyplom złotego medalu za rzeźbę, a także wyróżnienie honorowe dla samego Stryjeńskiego. „Kapliczka polska” autorstwa absolwenta szkoły, Jana Szczepkowskiego otrzymała Grand Prix.
Po pięcioletnim okresie pobytu w Zakopanem Karol Stryjeński przeniósł się do Warszawy, zabierając ze sobą swoich uczniów, Antoniego Kenara i Mariana Wnuka. Od roku 1928, przez trzy lata, dyrektorem był rzeźbiarz Wojciech Brzega. Do czasu wybuchu II wojny światowej placówką kierowali Adam Dobrodzicki i Marian Wimmer. Nadal organizowane były liczne wystawy wewnątrz szkolne, a także w Gdańsku, Warszawie, Bukareszcie, Strasburgu, Berlinie oraz Paryżu w 1937 roku (srebrny medal).
W tym okresie w szkole uczyli tacy pedagodzy jak Władysław Skoczylas, Wojciech Brzega, Roman Olszowski, Marian Wimmer, a od 1938 roku Antoni Kenar.

### Okupacja
Wybuch wojny przerwał rozwój szkoły. Władze okupacyjne przemianowały ją na Berufsfachschule für Goralische Volkskunst. Kilkudziesięciu uczniów zostało wywiezionych na roboty przymusowe do Niemiec.

### Po wojnie
W 1948 roku Państwowa Szkoła Przemysłu Drzewnego rozdzieliła się na trzy resorty, z których wydział rzeźby przejęło MKiSz jako Państwowe Liceum Technik Plastycznych. Dyrektorem tej nowej placówki została Halina Kenarowa, kierownikiem działu rzeźby Antoni Kenar. Staraniem Państwa Haliny i Antoniego Kenarów MKiSz w 1953 roku przejęło zasadniczą szkołę stolarską i lutnictwa jako oddziały Liceum. W tych trudnych i pionierskich zarazem czasach Antoni Kenar samodzielnie formułuje swoje metody pedagogiczne, uwzględniające po pierwsze pełne możliwości indywidualnego rozwoju ucznia, następnie zaś całkowite utożsamianie pedagogiki z twórczością artystyczną. Antoni Kenar starał się zachować i utrzymać równowagę pomiędzy rzemiosłem a twórczością artystyczną. Był wybitnym pedagogiem. Jego praca z młodzieżą przeszła do legendy.

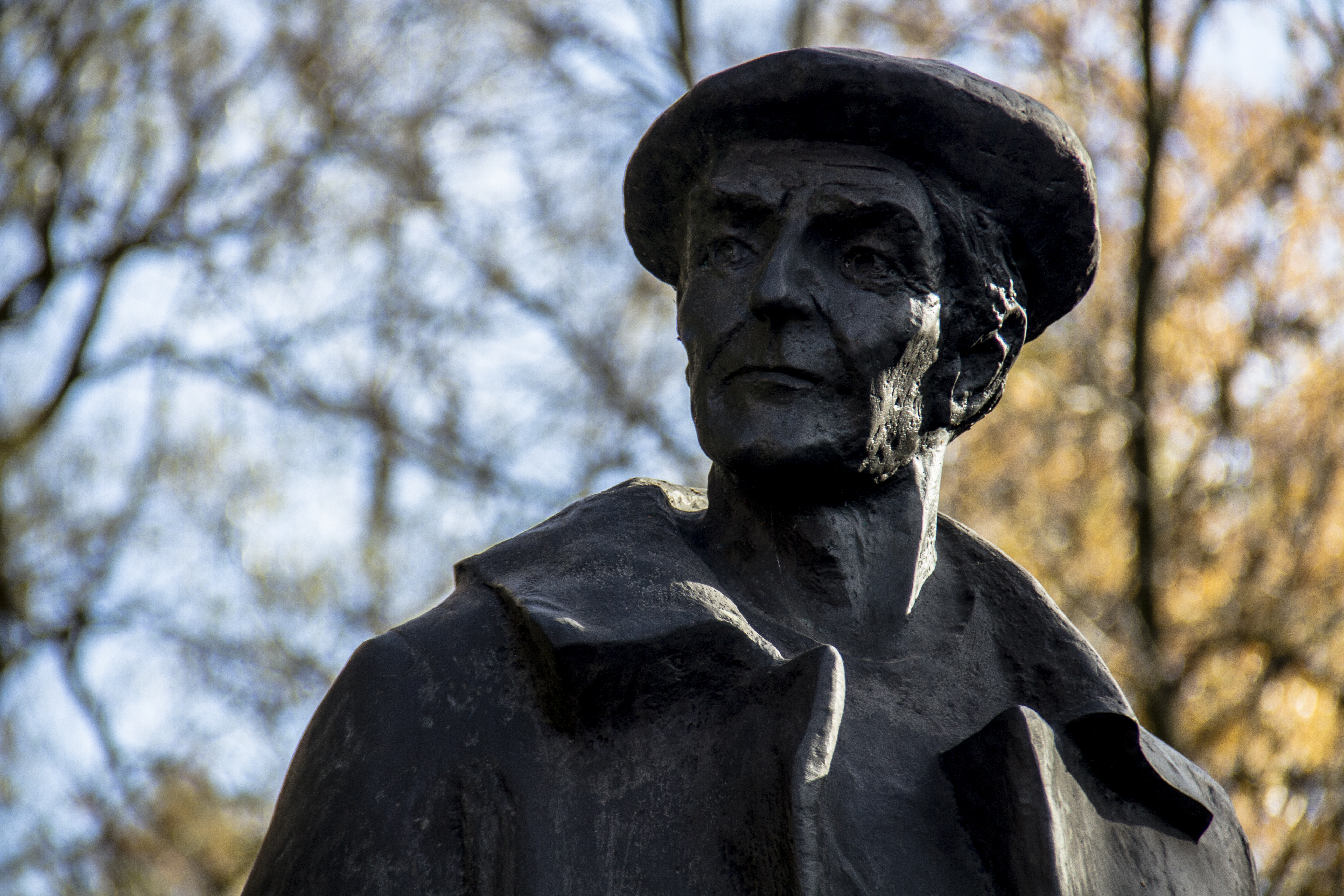
Pomnik Antoniego Kenara mieszczący się obok budynku Państwowego Liceum Sztuk Plastycznych przy ul. Za Strugiem, wykonany wg projektu rzeźby archiwalnej szkoły. Realizacja: prof. Stanisław Słonina wraz ze studentami ASP w Warszawie. Odlew: adj. Adam Matejkowski. Fot. Kacper Lendecki.

Niestrudzenie towarzyszyła Antoniemu Kenarowi w jego pracy Halina Kenarowa jako dyrektor, nauczyciel wiedzy o sztuce, pedagog i literat. Szkoła kontynuowała coroczne pokazy prac uczniowskich, uczestniczyła w wystawach w Warszawie, Berlinie, Szwecji, Mediolanie, Wenecji – zdobywała nagrody, dyplomy i powszechne uznanie.
Śmierć Antoniego Kenara w 1959 roku przerwała dziesięcioletni okres jego twórczej działalności. Wkrótce szkole nadano jego imię, powszechnie do dziś jest nazywana „Szkołą Kenara”.
Szkołę prowadził przez krótki okres malarz Tadeusz Brzozowski, następnie od 1961 roku rzeźbiarz Kazimierz Fajkosz. W szkole uczył nadal Grzegorz Pecuch, Antoni Rząsa i Władysław Hasior. Dokonano w tym czasie częściowej modernizacji warsztatów, rozbudowano pracownię ceramiczną i metaloplastyki. Wzrosła aktywność szkoły na terenie samego Zakopanego.
Wykonano wiele pamiątkowych tablic, opracowano projekty i zrealizowano wnętrza licznych obiektów publicznych. Z inicjatywy nauczycieli rozpoczęła działalność galeria „Pegaz”, gromadząca zbiory sztuki współczesnej.
W 1973 roku stanowisko dyrektora objął rzeźbiarz Michał Gąsienica Szostak. Szkoła nadal prezentowała swój dorobek na wystawach ogólnopolskich w Białymstoku, Zamościu, Poznaniu, Toruniu, a także w 100-lecie powstania w BWA w Zakopanem. Za dyrekcji Barbary Łuszczek-Adamskiej skatalogowano ostatecznie zbiory szkolnego archiwum (ponad 1000 prac). W 1980 roku szkoła poniosła bolesną stratę, zmarł jeden z najwybitniejszych twórców i nauczycieli, Antoni Rząsa. W latach 80., po objęciu funkcji dyrektora przez Ireneusza Września, nastąpiła ożywiona współpraca kulturalna z Francją (Kraj Basków), Niemcami, Finlandią i Słowacją. Coroczne wystawy i plenery miały miejsce w Bajonnie i Gannat we Francji, w San Sebastián w Hiszpanii, w Siegen w Niemczech, Savonlinna w Finlandii i w Kremnicy na Słowacji. Liceum było także organizatorem ogólnopolskiej wystawy szkół plastycznych w Zakopanem.
W 110-lecie powstania placówki rodzice ufundowali sztandar, a Rada Państwa odznaczyła Liceum Krzyżem Oficerskim Orderu Odrodzenia Polski, przyznano mu także dyplomy honorowe Ministra Kultury i Sztuki. W tych latach przystąpiono do rozbudowy jedynego własnego budynku, jaki szkoła posiadała – „Strugu” i jego całkowitej modernizacji.
W 1989 roku dyrektorem została Anna Wrońska. Po trzech latach zastąpił ją Władysław Hyc, którego w roku 1994 zmienił rzeźbiarz Stanisław Cukier. W tym też roku w budynku „Marilor” rozpoczęła działalność szkolna galeria i zorganizowano I Ogólnopolskie Biennale Rzeźby w Drewnie. Od 1996 roku wszystkie zajęcia odbywają się w wyremontowanym budynku („Strug”) przy ulicy Kościeliskiej 35.
W 120 – lecie powstania szkoły snycerskiej w 1996 roku zorganizowano cykl wystaw, z których najważniejsza miała miejsce w Muzeum Tatrzańskim w Galerii im. Kulczyckich pt. “Absolwenci i profesorowie”. Także i przy tej okazji oddano do użytku nowe pomieszczenia w odremontowanej części starego budynku.
Odnotować należy kolejne wystawy konkursowe rzeźby w drewnie. Ważną imprezą promującą dorobek szkoły, są coroczne prezentacje rzeźb “Szopka Betlejemska” (zw. dworcową) w Stuttgarcie w Niemczech od 1996 roku. W 1999 roku ekspozycję w Stuttgarcie poszerzono o wystawę 17 rzeźb w domu towarowym Karstad. Wydarzeniem nie tylko artystycznym byt w 1998 roku wyjazd młodzieży do Paryża i zaprezentowanie tam dwóch wystaw w polskich kościołach przy współpracy z Polską Misją Katolicką we Francji oraz wystawa w Zurichu w 1999 roku przy współpracy z tamtejszą filharmonią. Corocznie także (poza krajowymi) odbywają się plenery rzeźbiarskie w Niemczech.
Od 1 września 2002 roku szkoła nosi nazwę Zespołu Szkół Plastycznych im. Antoniego Kenara w Zakopanem.
W latach 2004–2008 Szkoła w ramach programu UE Socrates-Comenius nawiązała współpracę z artystycznymi szkołami z Włoch (Liceo Artistico Statale “L. B. Alberti” di Firenze) i Portugalii (Profissional de Oficios Tradicionais da Batalha) realizując wspólny projekt: „Rzemiosła Tradycyjne w XXI wieku”.
W roku 2006 Szkoła zorganizowała I Międzynarodowe Triennale Drzeworytu.
W roku 2007 w Zespole Szkół Plastycznych im. Antoniego Kenara uruchomiono czwartą specjalność artystyczną; Projektowanie Graficzne.
W roku 2008 Szkoła zorganizował I Młodzieżowe Międzynarodowe Triennale Rysunku, konkurs realizowany był pod Honorowym Patronatem Magdaleny Abakanowicz.
W latach 2012–2014 Szkoła w ramach programu UE Socrates-Comenius nawiązała współpracę z Súkromná Stredná Umelecká Škola w Žilinie i zrealizowała wspólny projekt: „Dwugłos”.
W roku 2016 Szkoła obchodziła Jubileusz 140-lecia swojego istnienia. W ramach obchodów jubileuszowych odbyło się szereg wydarzeń towarzyszących, w tym: Uroczysta Gala Jubileuszowa, sesja naukowa poświęcona działalności Szkoły, szereg wystaw prac uczniów, pedagogów i absolwentów oraz Bal Absolwentów Szkoły. Z okazji Jubileuszu 140-lecia Zespół Szkół Plastycznych im. Antoniego Kenara w Zakopanem został odznaczony Złotym Medalem “Zasłużony Kulturze Gloria Artis”, a jej wieloletni dyrektor Stanisław Cukier Medalem za Długoletnią Służbę oraz Srebrnym Medalem “Zasłużony Kulturze Gloria Artis”.
Stanisław Cukier kierował szkołą do roku 2019. Od 1 września 2019 roku dyrektorem Zespołu Szkół Plastycznych im. Antoniego Kenara w Zakopanem został Marek Król-Józaga absolwent Państwowego Liceum Sztuk Plastycznych im. A. Kenara w Zakopanem oraz Akademii Sztuk Pięknych im. Jana Matejki w Krakowie na Wydziale Form Przemysłowych.
W latach 2021–2022 budynek siedziby Zespołu Szkół Plastycznych im. Antoniego Kenara w Zakopanem w ramach Termomodernizacji przeszedł gruntowny remont. Projekt został sfinansowany ze środków Unii Europejskiej (Funduszu Spójności) w ramach Programu Operacyjnego Infrastruktura i Środowisko 2014-2020 oraz środków MKiDN – budżetu państwa.

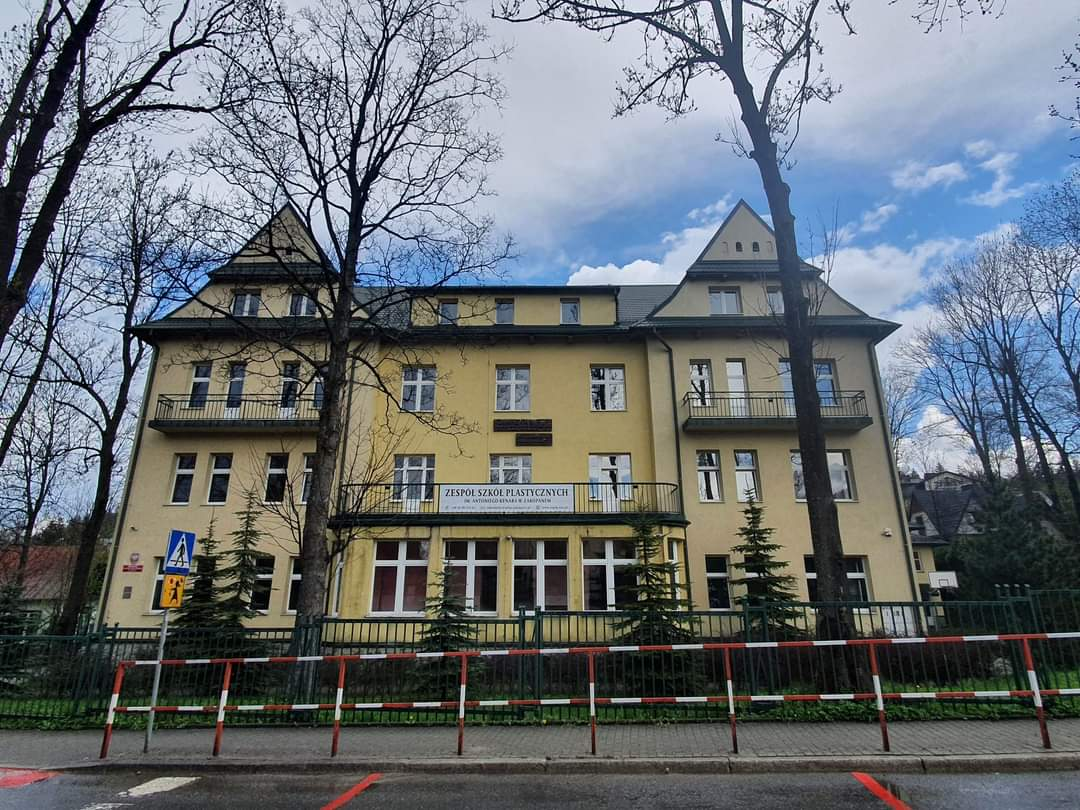
Druga siedziba Państwowego Liceum Sztuk Plastycznych im. Antoniego Kenara w Zakopanem – „Maraton”, ul. Sienkiewicza 27 w Zakopanem

W styczniu 2022 roku Szkoła dzięki staraniom dyrektora Marka Króla-Józagi pozyskała budynek byłego Gimnazjum nr 2 im. ks. Józefa Tischnera „Maraton” przy ul. Sienkiewicza 27 w Zakopanem.
Budynek został zakupiony od Gminy Miasta Zakopane przez Ministra Kultury i Dziedzictwa Narodowego Piotra Glińskiego na rzecz Zespołu Szkół Plastycznych im. Antoniego Kenara w Zakopanem. W budynku przy ul. Sienkiewicza 27 od września 2022 roku zostaną uruchomione dodatkowo dwie specjalności artystyczne: Projektowanie Ubioru i Tkanina Artystyczna.

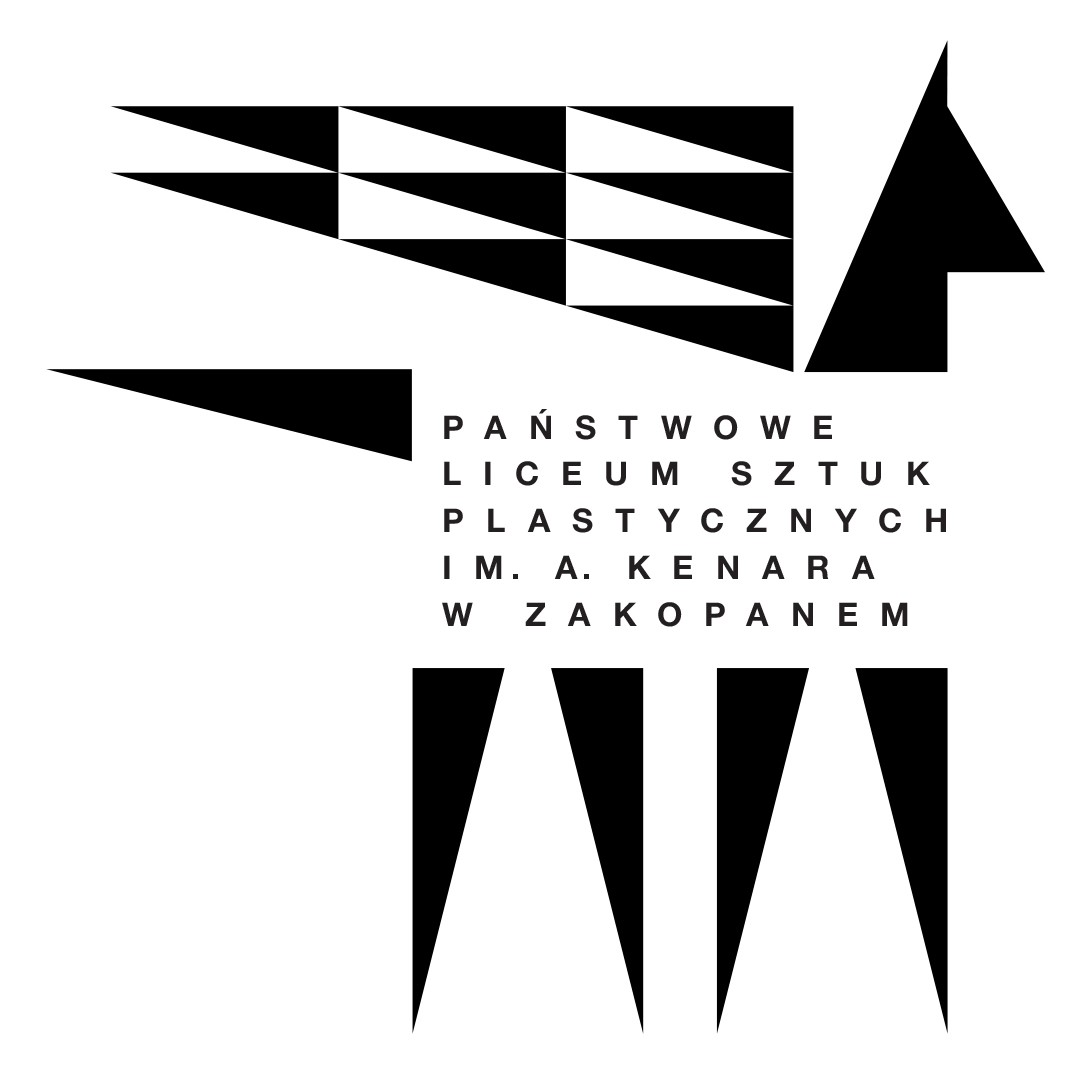
Logo Państwowego Liceum Sztuk Plastycznych im. Antoniego Kenara w Zakopanem

Zgodnie z ogólnopolską reformą systemu edukacji w roku 2022 wygasła 6-letnia Ogólnokształcąca Szkoła Sztuk Pięknych wchodząca w skład Zespołu Szkół Plastycznych im. A. Kenara w Zakopanem, a w roku 2023 również 4-letnie Liceum Plastyczne zakończy swoją działalność. Placówka wraca do 5-letniego systemu kształcenia i tym samym zakopiańska szkoła plastyczna przestała funkcjonować jako Zespół Szkół Plastycznych. Od 1 września 2022 roku Szkoła po blisko dwudziestu latach ponownie wróciła do nazwy Państwowego Liceum Sztuk Plastycznych im. Antoniego Kenara w Zakopanem. W związku z tym faktem, jeszcze w roku 2020 zostało zaprojektowane nowe logo Szkoły. Autorem projektu jest Marcin Tas oraz Agnieszka Rokicka i Magdalenę Wanat, nauczyciele projektowania graficznego w ZSP im. A. Kenara w Zakopanem. Projekt nawiązuje swym charakterem, formą i symboliką do znaków graficznych Pegaza używanych w latach ubiegłych. Nowe logo PLSP im. A. Kenar w Zakopanem zostało zarejestrowane w Urzędzie Patentowym Rzeczypospolitej Polskiej i uzyskało prawo ochronne.

### Szczególne miejsce
Wchodząc w ulicę Kościeliską, by dojść do Państwowego Liceum Sztuk Plastycznych im. Antoniego Kenara przechodzimy koło Cmentarza Zasłużonych na Pęksowym Brzyzku. W szczególny sposób jest on związany z historią Szkoły. Nie tylko spoczywa tu wiele osób z nią związanych, ale również znajduje się tutaj wiele dzieł jej uczniów i nauczycieli. Jest tu pochowany pierwszy dyrektor szkoły Franciszek Neużil. Znajduje się tu grób Karola Stryjeńskiego, z krzyżem wykonanym przez Antoniego Kenara. Z kolei na grobie Antoniego Kenara i jego żony stanął krzyż wykonany przez jego ucznia i przyjaciela Antoniego Rząsę.
W pracowni Władysława Hasiora uczniowie Szkoły wykonali rzeźby, które stanęły na grobach wielu znanych osób, takich jak Maria Witkiewiczowa, Wanda Gentil-Tippenhauer Widigierowa, Józef Fedorowicz, czy Juliusz Zborowski. Tutaj też został pochowany Władysław Hasior. Na jego grobie stanął krzyż wykonany przez Karola Gąsienicę Szostaka.

## Cykliczne imprezy
- Ogólnopolskie Triennale Rzeźby w Drewnie
- Międzynarodowe Triennale Drzeworytu

## Specjalności i Specjalizacje
- Specjalność  – Formy rzeźbiarskie, Specjalizacja – Snycerstwo
- Specjalność  – Formy użytkowe, Specjalizacja – Lutnictwo Artystyczne
- Specjalność – Formy użytkowe, Specjalizacja – Meblarstwo Artystyczne
- Specjalność – Formy użytkowe, Specjalizacja – Tkanina Artystyczna
- Specjalność – Formy użytkowe, Specjalizacja – Projektowanie Ubioru
- Specjalność – Techniki graficzne, Specjalizacja – Projektowanie Graficzne

## Znaczenie szkoły
Podczas całego swojego istnienia, przez szkołę przeszły wszystkie prądy, jakie występowały w sztuce światowej i polskiej na przełomie XIX i XX wieku, od eklektyzmu poprzez secesję, modernizm, prymitywizm, kubizm, aż po poszukiwanie stylu opartego na tradycjach sztuki ludowej. Wśród absolwentów szkoły można spotkać nazwiska znanych i cenionych artystów, ale również rzemieślników snycerzy, meblarzy czy lutników.

## Dyrektorzy
- 1876–1896 Franciszek Neużil[1]
- 1896–1901 Edgar Kováts[11]
- 1901–1922 Stanisław Barabasz[11]
- 1922–1927 Karol Stryjeński[11]
- 1927–1929 Wojciech Brzega[11]
- 1929–1936 Adam Dobrodzicki
- 1936–1939 Marian Wimmer[11]
- 1945–1946 Marian Wimmer
- 1946–1947 Leon Machowski
- 1947–1948 Tadeusz Róg
- 1948–1953 Halina Kenarowa[11]
- 1953–1955 Tadeusz Baczak[12]
- 1955–1959 Antoni Kenar[13]
- 1959–1961 Tadeusz Brzozowski[14]
- 1961–1973 Kazimierz Fajkosz[11]
- 1973–1977 Michał Gąsienica Szostak[11]
- 1977–1982 Barbara Łuszczek-Adamska
- 1982–1989 Ireneusz Wrzesień[15]
- 1989–1991 Anna Wrońska
- 1991–1992 Ireneusz Wrzesień[15]
- 1992–1994 Władysław Hyc[15]
- 1994–2019 Stanisław Cukier[15][16]
- od 2019 Marek Król-Józaga[17]

## Absolwenci
Wybrani absolwenci według daty ukończenia szkoły
- Antoni Święch (1882)
- Wojciech Brzega (1889)
- Jan Szczepkowski (1896)
- Karol Kłosowski (1900)
- Stanisław Gąsienica Sobczak „Johym” (190?)
- Józef Lesiecki (1904)
- Stanisław Zdyb (?)
- Jan Wałach (1904)
- Feliks Antoniak (1908)
- Roman Olszowski (1912)
- Wawrzyniec Kaim (1914)
- Wojciech Czerwosz (19??)
- Antoni Kenar (1925)
- Marian Wnuk (1927)
- Stanisław Sikora (1930)
- Edward Piwowarski (1931)
- Roman Tarkowski (1932)
- Władysław Jania (1934)
- Józef Potępa (1935)
- Tadeusz Świerczek (1938)
- Władysław Kandefer (1939)
- Henryk Burzec (1939)
- Józef Galica (1943)
- Stefan Borzęcki (1950)
- Grzegorz Pecuch (1950)
- Władysław Borzęcki (1950)
- Antoni Hajdecki (1950)
- Antoni Rząsa (1952)
- Stanisław Kulon (1952)
- Władysław Hasior (1952)
- Ryszard Orski (1954)
- Mieczysław Kałużny (1955)
- Krzysztof Litwin (?)
- Michał Gąsienica Szostak (1956)
- Stanisław Słonina (1956)
- Henryk Morel (1957)
- Zygmunt Piekacz (1957)
- Adolf Ryszka (1957)
- Henryk Rasmus (1957)
- Maciej Szańkowski (1957)
- Edward Sitek (1960)
- Aleksander Dętkoś (1960)
- Władysław Pawlik (1960)
- Bronisław Tusk (1961)
- Włodzimierz Dreszer (1963)
- Piotr Gawron (1966)
- Urszula Kenar (1967)
- Paweł Szcześniak (1971)
- Maciej Berbeka (1974)
- Grażyna Bielska–Kozakiewicz (1975)
- Stanisław Cukier (1976)
- Władysław Klamerus (1976)
- Bronisław Krzysztof (1976)
- Bogumił Burzyński (1977)
- Andrzej Renes (1978)
- Ireneusz Bęc (1979)
- Jerzy Fober (1979)
- Czesław Podleśny (1979)
- Andrzej Szarek (1979)
- Grzegorz Klaman (1980)
- Piotr Bies (1981)
- Karol Gąsienica Szostak (1981)
- Grażyna Jaskierska (1981)
- Kazimierz Kowalczyk (1981)
- Jan Szczypka (1982)
- Wiesław Kwak (1983)
- Roman Pietrzak (1983)
- Józef Polewka (1983)
- Paweł Rybczyński (1983)
- Krzysztof Tomalski (1983)
- Marcin Rząsa (1985)
- Antoni Grabowski (1986)
- Tomasz Ross (1986)
- Leszek Zachara (1986)
- Bogusław Bachorczyk (1989)
- Marek Król-Józaga (1989)
- Jerzy Treit (19?)
- Kamil Kuskowski (1995)
- Tomasz Wiater (1995)
- Małgorzata Wielek-Mandrela (1996)
- Małgorzata Mirga-Tas (1999)